# Первые пятидесятицентовые монеты США
Первые 50-центовые монеты США — монеты США номиналом в 50 центов, которая чеканились с 1794 по 1807 год. Имеют несколько разновидностей. На аверсе монеты изображён бюст женщины символизирующей Свободу, а на реверсе белоголовый орлан — геральдический символ США.

## История
Впервые 50-центовые монеты США были отчеканены 1 декабря 1794 года. Первый тираж составлял около 5 300 экземпляров. В январе 1795 было выпущено ещё около 18 000 монет с использованием штемпелей 1794 года.
50 центов с изображением Свободы с распущенными волосами (англ. Flowing Hair Half Dollar) является первой серебряной монетой США номиналом в 50 центов. Чеканились в 1794 и 1795 годах на монетном дворе в Филадельфии.
Аверс и реверс монеты были подготовлены гравёром Робертом Скотом.
Аверс монеты содержит изображение женщины с распущенными волосами, которая символизирует Свободу. Над бюстом располагается надпись «LIBERTY», а по бокам 15 шестиконечных звёзд (по числу штатов на момент выпуска монеты) — 8 слева и 7 справа.
В центре реверса расположен белоголовый орлан — геральдический символ США. Изображение орлана находится в центре венка из оливковых ветвей. По краю монеты полукругом выполнена надпись «UNITED STATES OF AMERICA».
Номинал монеты обозначен на её гурте «FIFTY CENTS OR HALF A DOLLAR».
Монета имела относительно небольшой тираж. Было отчеканено 23 464 монет, датированных 1794 годом и 299 680 — 1795 годом.
В целом монета имеет схожий дизайн с однодолларовой монетой, которая также чеканилась в 1794–1795 годах.
Дизайн монеты имел противников и вызывал критические высказывания. Так, генерал Вильямс писал:

Ничто не может быть негодней: ничего не значащая дурацкая голова на одной стороне, и что-то похожее на индейку на другой. О позор, позор, позор!
Оригинальный текст (англ.)Nothing can be more wretched: an unmeaning fool's head on one side, and something that resembles a turkey cock on the other. Oh, shame, shame, shame!

50 центов с изображением драпированного бюста Свободы  на аверсе (англ. Draped Bust Half Dollar) имеют несколько типов. В 1795–1797 годах чеканились монеты, реверс которых повторял обратную сторону монеты предшественника — 50 центов с изображением Свободы с распущенными волосами. В 1801–1807 годах чеканились 50 центов, на реверсе которых находилось изображение Большой печати США — белоголовый орлан.
Все монеты чеканились на монетном дворе Филадельфии.
На аверсе монеты находится изображение Свободы. В качестве модели для изображения был взят портрет Анны Виллинг Бинхем, считавшейся одной из самых красивых женщин США, кисти знаменитого художника Гилберта Стюарта.
Одной из загадок является отсутствие экземпляров 1804 года, в котором было отчеканено около 150 тысяч монет данного типа. Предполагается, что при их изготовлении использовались штемпеля 1803 года.
В 1796–1797 годах на аверсе вокруг изображения Свободы располагалось 15 звёзд (по числу штатов на начало 1796 года). После вхождения в состав США новых штатов, монета стала чеканиться с 13 звёздами (по количеству первых 13 штатов) с 1801 года.
С 1801 года 50 центов стали чеканиться с новым реверсом. Обратная сторона монеты в целом повторяла изображение белоголового орлана на Большой печати США и повторяла дизайн однодолларовой монеты.

## Тираж
Все монеты данных типов были отчеканены на монетном дворе Филадельфии.
| год       | Тираж для обращения |
| --------- | ------------------- |
| 1794      | 23 464              |
| 1795      | 299 680             |
| 1796–1797 | 3 918               |
| 1801      | 30 289              |
| 1802      | 29 890              |
| 1803      | 188 234             |
| 1805      | 211 722             |
| 1806      | 839 576             |
| 1807      | 301 076             |

Резкое увеличение тиража с 1805 года связано с прекращением на 30 лет чеканки однодолларовых монет в 1804 году.

## Интересные факты
Самой дорогой монетой этого типа являются 50 центов 1794 года в весьма хорошем состоянии, проданные на аукционе в сентябре 2007 года за $391 000.